# Krishna Thapa
Krishna Thapa ( 8 de agosto de 1955) es un exjugador de fútbol de Nepal y entrenador. En el 2012, fue nombrado entrenador de la selección nacional de fútbol de Nepal.    

## Carrera

### Como entrenador
| Club                         | País  | Año         |
| ---------------------------- | ----- | ----------- |
| Selección de fútbol de Nepal | Nepal | 2011 - 2011 |
| Selección de fútbol de Nepal | Nepal | 2012        |